# Richerius marqueti
Richerius marqueti — вид прісноводних крабів родини Hymenosomatidae. Описаний у 2020 році.

## Поширення
Ендемік Нової Каледонії. Виявлений у двох річках на висоті 180—500 м.

## Опис
Дрібний краб. Карапакс діаметром 5 мм, ширина лише трохи перевищує довжину; спинна поверхня панцира, не сильно окреслена борознами; добре визначені лише шлунково-серцеві та грудні борозенки, що не досягають передньо- і задньобокового країв.

## Назва
Рід Richerius названо на честь новокаледонського карцинолога Бертрана Рішера де Форжеса. Видова назва R. marqueti дана на честь французького карцинолога Жерара Марке.